# Stéger Xavér Ferenc
Stéger Xavér Ferenc (Szentendre, 1824. december 3. – Szentendre, 1911. március 1.) operaénekes (tenor).

## Élete
Német ajkú szülők: Franz Xaver Steger patikus és Polák Antónia gyermekeként született.
Iskoláit Szentendrén, majd a gimnáziumot Budán és Jászberényben végezte. Apja nyomdokait követve ő is gyógyszerésznek tanult tovább Esztergomban. Már ekkor, gyógyszerészhallgató korában hegedülni és zongorázni tanult és dalárdákban is énekelt. Esztergomban volt gyakornok, innen a Horvátországban levő Belovárra ment segédgyógyszerésznek. Első sikereit itt Horvátországban érte el. Színi pályáját a zágrábi operatársulatban kezdte Stazics néven, ahol 1846-ban ahol Donizetti: Lammermoori Lucia című művében Edgar szerepét játszotta el.
1846. március 28-án történelmi fellépése volt. Lisinski „Ljubav i zloba”című operájában, az első horvát nemzeti operában, amelyben Vukosan szerepét alakította.
Rádai Gedeon a pesti nemzeti színház intendánsa ekkor felfigyelt fel a 24 éves fiatal tenoristára, és 1848-ban leszerződtette a Nemzeti Színházba. 1848. augusztus 19-én lépett fel először Erkel Ferenc: Hunyadi László című operájának V. László szerepében.
1850 szeptemberében nőül vette a nemzeti színház lengyel származású egyik énekesét Symanska Leonát, aki a lengyel hercegi család leszármazottja volt. Az esküvő után felesége visszavonult, és férje útjait szervezte. Ezután Prágába, Bécsbe, Darmstadtba szerződött, majd ismét a Nemzeti Színházba énekelt. Bejárta Európát, nagy sikert aratva lépett fel többek között az alábbi városokban: Prága, Pozsony, Bukarest, Kolozsvár, Milánó, Torino, Darmstadt, Amszterdam, Utrecht, Lemberg, Lipcse, Berlin, Nagyszeben, Zágráb, Mainz, London stb. operaszínpadain.
1873-1874-ben még egyszer leszerződött a nemzeti színházhoz, bár hangja már veszített régi fényéből felejthetetlen alakításokat nyújtott. 1874. május 14-én végleg visszavonult a színháztól és Szentendrén élt visszavonultan.
1911. március 1-jén itt, Szentendrén érte a halál.
Stréger Xavér Ferenc kiváló magyar tenoristáink egyike volt. Széles repertoárjában a hőstenor és a bel-canto-szerepek egyaránt helyet kaptak, az Erkel operák csaknem mindegyikének főszerepét elénekelte.
Hátramaradt háromkötetes naplója fontos kordokumentum.
Hagyatékát, köztük több száz dokumentumot, az énekes személyes tárgyait, a szentendrei Ferenczy Múzeumi Centrum őrzi.

## Főbb szerepei
A zsidónő Eleázárja, Lammermoori Lucia: Edgar, Meyerbeer: Próféta c. művében János szerepe; Ernani (Verdi); Hunyadi László, Bánk Bán (Erkel Ferenc); Manrico (Verdi:  A trubadúr); Wilhelm Meister (Thomas: Mignon); Tannhauser (Wagner)